# Bachoco Lencero Número Uno
Bachoco Lencero Número Uno är en ort i Mexiko.   Den ligger i kommunen Emiliano Zapata och delstaten Veracruz, i den sydöstra delen av landet, 240 km öster om huvudstaden Mexico City. Bachoco Lencero Número Uno ligger 1 091 meter över havet och antalet invånare är 104.
Terrängen runt Bachoco Lencero Número Uno är kuperad, och sluttar österut. Runt Bachoco Lencero Número Uno är det ganska tätbefolkat, med 120 invånare per kvadratkilometer. Närmaste större samhälle är Xalapa, 10,0 km väster om Bachoco Lencero Número Uno. Omgivningarna runt Bachoco Lencero Número Uno är en mosaik av jordbruksmark och naturlig växtlighet.